# Первый народ
Первый народ, предшествующие люди — в мифологии предшествующее нынешним людям племя антропоморфных существ, живших в мифическое время; нередко фигурирует в роли мифологических предков. Выделяется мифологический мотив предшествующих миров, согласно которому до появления нынешнего мира или нынешних людей существовали другие, не менее двух миров или видов существ.
Часто понимаются в качестве предшествующего поколения богов или людей, первого народа. Характеризуются долголетием, воинственностью, обладают тератологическими чертами, двуполостью, едят табуированную пищу и др. Они связаны с хаосом; обычно считается, что они погибли или заняли маргинальное положение. Этот первый народ часто имеет роль культурного героя, например, андумбулу в мифологии догонов.

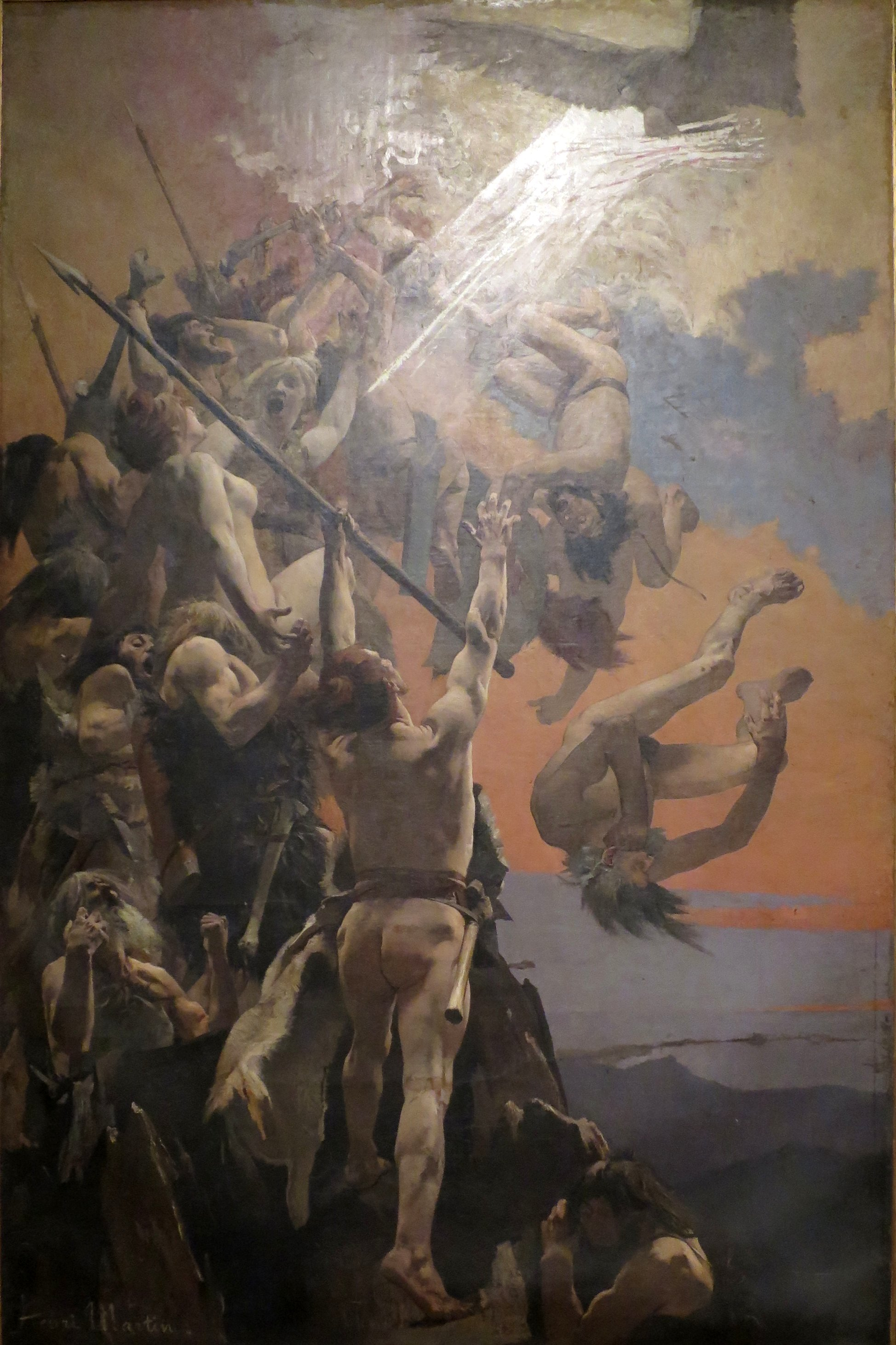
Титаны сражаются с Юпитером, Анри Мартен, между 1884 и 1885

Мифологические поколения включают категории поколений богов, восходящих к первому существу или паре существ; поколений людей; и промежуточных поколений — чудовища, карлики, великаны и др. Великаны могут включаться в поколения богов. Например, в греческой мифологии титаны предшествовали богам, входящим в актуальный пантеон. Идея смены поколений присуща развитым пантеонам и отчасти является способом упорядочить разросшуюся мифологическую систему, представленную различными вариантами. Мифологическая традиция повторяет идею смены поколений в мире людей, сменяющих различных предшествующих существ.
Мифологический мотив предшествующих миров выявлен в культурах Древней Индии, Древней Греции, западных украинцев, осетинов, карачаевцев и балкарцев, ряда групп североамериканских индейцев, ацтеков, майя Юкатана, инков, ряда групп Центральной и Южной Америки.
В мифологии Древней Индии имелось представление о четырёх югах — «упряжках», «парах», «поколения»; название было заимствовано из игры в кости, где этим словом так назывались стороны игральной кости — эрах существования мира.
Согласно греческой мифологии, первое поколение людей создано богами и было золотым. Эти люди без недостатков, которые счастливо жили в эпоху, когда небом правил Крон; затем эти люди стали демонами, они обитают на земле и охраняют людей. Второе поколение людей было сотворено богами из серебра. Эти люди оказались горделивыми, они не почитали богов и позднее превратились в духов подземного мира. Третье поколение создано богами из меди. Они были воинственными и погибли, сражаясь друг с другом. Затем Зевсом было создано четвертое поколение — герои-полубоги. Одни из них погибли в битвах у Фив и под Троей, другие были перенесены Зевсом к границам земли и поселены на островах блаженных. Нынешнее, пятое, поколение — железное — живёт в трудах и заботах.
В различных мифологиях всемирный потоп представлен как наказание богами первых людей, отступивших от ритуальных предписаний, нарушивших табу и желавших существовать отдельно от богов. Сотворённые богами люди являются совершенными или несовершенными. Первые способны исполнять службу богам, работать на земле, чтобы кормить богов жертвоприношениями. Другие становятся бездельниками и начинают роптать на свою жизнь и создателей. Тогда боги, посовещавшись, решают уничтожить людей через поглощение земли стихией. В числе обречённых находится праведник, которому предложено переждать на самом высоком дереве или выстроить большой корабль, где поместились бы все животные и насекомые. Приходит сильный паводок, оледенение или мировой пожар, и первое человечество гибнет, а семья праведника происходит новое, очищенное, возрождённое человечество.
Существуют славянских антропогонических мифов, говорящие о создании великанов, карликов и людей. Один происходит из Болгарии, и согласно ему, первым поколением людей были великаны, выросшие из земли как грибы и впоследствии вымершие. Вторым поколением были карлики, которые имели длинные бороды и вымерли. Затем появилось третье поколение, созданное Богом со средним ростом — современные люди. Схожий миф был засвидетельствован в Македонии: люди выросли из земли как грибы и были великанами, но в итоге были истреблены Богом. Затем Бог создал карликов, но они вымерли. Наконец, он создал обычных людей среднего роста.
По верованиям западных украинцев (гуцулов) первоначально на земле жили карлики, имевшие длинные бороды (лектобороды), затем великаны, обладавшие огромной силой. Они творили много зла, и Бог истребил при помощи сорокадневного дождя. Праведный Ной по велению Бога построил корабль; птица единорог сказала, что ей не требуется корабль, потому что она сможет сорок дней летать, но упала и утонула; по воде плыл рог, на нём сидело двое людей, от которых происходят нынешние; в будущем люди измельчают и станут как карлики.
Согласно традиции осетин, бог решив сотворить людей, создал уадмиров, огромных и сильных, которым трудно было пройти в ущельях, а земле тяжело было их выдержать. Спустя триста лет бог сотворил камбадов, умом и силой похожих на предыдущих, но ростом не выше десятилетнего ребёнка — они оказались чересчур малы. Тогда ещё спустя триста лет богом были созданы гамеры, слишком большие и по величине, и по силе. Ещё через триста лет — гумиры, тоже не подошедшие земле. Спустя ещё триста лет — уаиги, слишком большие. И ещё через триста — нарты, которые удались. После нартов были царциаты, богатырский народ, на которых разгневался бог, и они умерли от голода. В традициях карачаевцев и балкарцев первыми были созданы харра, которые были истреблены Аллахом за хитрость. Затем были истреблены шадымейле и хамырейле — за распутство. После Богом были созданы хур-джуры и джур-джуры, способные к перевоплощению в животных и обладавшие двумя зрачками в глазу. Богу не удалось перебить их, и чтобы бороться с ними он сотворил эмегенов — великанов-циклопов во главе с Мингбашем. Но они сдружились и выступили против Бога. Боги посовещались и создали нынешних людей, истребивших эмегенов и подчинивших джуров. Когда эмегены погибли, нарты улетели на небо.
Согласно мифологиям Мезоамерики первые народы людей отличались от нынешних и были уничтожены. В мифологии ацтеков людей «первого солнца» (первой эпохи) съели ягуары, второго — унёс ветер, они превращены в обезьян, третьего — уничтожил огненный дождь, они превращены в индюков, четвертого — уничтожил потоп, превращены в рыб; в то же время рухнули небеса; Titlacahuan повелел мужчине Tata и его жене Nene укрыться в выдолбленном стволе, запечатав его. Когда они вышли, то стали жарить рыбу, и боги Citlalinicue и Citlalatonac почуяли дым. Titlacahuan, Tezcatlipoca спустился, приставил их головы к заду, превратив таким образом в собак. Далее рассказывается о создании нынешнего мира. Современные майя Юкатана считают, что до ныненшнего мира существовало три других, каждый из которых был уничтожен потопом, и этот мир тоже погибнет в потопе. Первый мир населялся карликами, построившими стоящие в руинах города. Эти существа обитали в темноте, окаменев с первым восходом солнца. Во втором мире жили dzolob, «нарушители». Третий мир населялся майя, потомки которых живут и в этом, четвёртом мире. Индейцами Центральных Анд время представлялось циклически, поэтому испанцев они стали называть по имени Виракочи — бога эпохи, когда на небе не существовало солнца. Существовало представление, что были три или четыре эпохи до Инков.
Распространённым является мотив уничтожения демонических существ с помощью дыма, в рамках которого могут, в частности, фигурировать человекоподобные существа, истреблённые людьми: демоны, или один из них, напали на людей, а затем скрылись; люди уничтожили их логово и убили всех или большинство из них, когда развели вокруг дымный огонь.
Ведды рассказывали о ниттаэво, жестоких лесных дикарях, обладавших рыжими волосами и длинными клыками, покрытых грубой шерстью, которые убивали заходивших в их часть леса людей. Люди загнали этих существ в пещеру, у входа в которую был разожжён огонь, и ниттаэво погибли.
В мифологии народа наге на острове Флорес присутствуют эбу-гого, существа ходившие прямо как люди, но покрытые шерстью; имели лица как у обезьян с выступающими клыками, не умели использовать огонь и орудия, женщины этих существ закидывали груди за спину. Около полусотни эбу-гого обитали в пещере. Если люди им давали еду, они глотали её вместе с кокосовой скорлупой, на которой она подавалась им. Они крали урожай с полей, поэтому ко входу этой пещеры люди принесли большое количество пальмового волокна и подожгли, после чего из пещеры выползло много личинок.
В рассказах атна охотник, отправившись на поиски другого, пропавшего охотника, наблюдает за хвостатыми людьми, играющими головой убитого ими пропавшего. С началом дождя существа спрятались в свои норы. Шаманы вызвали дождь, и люди бросили в норы хвостатых подожженные наросты на пихтах, в результате чего демоны погибли. В мифах верхних танана цетин, описанные как хвостатые антропоморфные создания, убивали людей. Шаманом был вызван дождь, и существа спрятались в своих норах. Люди зажигли перед норами костры, и цетин погибли в огне, дыму или были забиты дубинами.